# Osvícenost

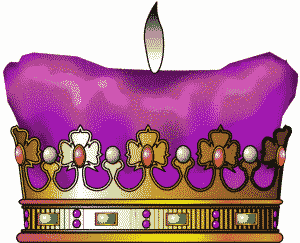
Heraldická koruna členů rodů mediatizovaných hrabat (tzv. Erlauchtkrone). Hlava rodu nosí stejnou korunu završenou ovšem říšským jablkem, nikoli hranostajovým ocáskem

Osvícenost (německy Erlaucht) je predikát příslušející hlavám vládnoucích, respektive mediatizovaných hraběcích rodů. Právo na oslovení Vaše Osvícenosti bylo Německým spolkem hraběcím rodům přiznáno v roce 1829 jako součást přiznání stejné úrovně a privilegií s ostatními panovnickými rody. Již dříve byl Německým spolkem přiznán knížecím panovnickým rodům predikát Jasnost (Durchlaucht).
Do češtiny se výraz dostal až překladem německého v novém významu. Německé Erlaucht vzniklo jako kalk latinského illustris (strovnej také obdobné anglické illustrious Highness a francouzské Altesse illustrissime) a původně se užívala pro panovníky vyšších šlechtických hodností, poté poklesl (a byl nahrazen Jasností).

## Historie
Původně šlo o predikát vládnoucích říšských knížecích rodů užívaný nesystematicky ve vrcholném a pozdním středověku (Illustrissimus, "der Erlauchte"). S nástupem novověku takřka vymizel a znovu ho začala neformálně užívat až koncem 18. století vládnoucí říšská hrabata, zastoupená na říšském sněmu. Formálně byl potvrzen poprvé v roce 1829 jako výlučný predikát mediatizovaných hrabat, respektive hlav jejich rodů.

## Rody s predikátem Osvícenost

### Hlavy mediatizovaných hraběcích rodů
Podrobný a úplný soupis mediatizovaných hraběcích i knížecích rodů naleznete pod heslem mediatizované rody
- Bentinckové
- Castellové
- Erbachové
- Harrachové
- Königseggové
- Kuefsteinové
- Neippergové
- Ortenburgové
- Pappenheim
- Platen zu Hallermund
- Rechberg-Rothenlöwen
- Schaesbergové
- Schlitzové (Schlitz zvaný Goertz)
- Schönbornové
- Schönburgové z Glauchau
- Stolbergové
- Solms-Laubach
- Solms-Rödelheim und Assenheim
- Stadionové
- Toerring
- Waldbott von Bassenheim
- Waldburgové
- Wurmbrand-Stuppach

Vedle hlav rodu a jejich manželek užívali predikát také prvorození synové, jako tzv. dědičná hrabata, i když jen neoficiálně. Objevovalo se také, ovšem méně tolerovaně, užívání predikátu všemi členy mediatizovaného hraběcího rodu. Oficiálně to bylo povoleno ze všech německých monarchií pouze v Bavorsku (1911), Sasku (1878) a Hesensko-Darmstadtsku (1914), zde to ovšem bylo vázáno na setrvalou držbu mediatizovaného území. Více tolerované bylo užívání predikátu hraběcími členy těch mediatizovaných knížecích rodů, kde knížetem byla pouze hlava rodu (Kounicové, Colloredo-Mannsfeld, Starhembergové aj.). Oficiálně udělen byl tento predikát ale jen knížatům v Bavorsku a to jak knížatům nově povýšeným (1901 knížata pro hlavu rodu, 1911 "Osvícenost" pro hraběcí členy, rody Castell-Castell, Castell-Rüdenhausen, Quadt-Wyckrath, 1913 kníže pro hlavu rodu, rod Fugger-Glött), tak i rodům, které byly (primogeniturně) knížecí již v okamžiku mediatizace (1803 kníže pro hlavu rodu, 1911 "Osvícenost" pro hraběcí členy, rody Waldburg-Zeil-Trauchburg a Fugger-Babenhausen). Zvláštní případ představuje užívání predikátu vládnoucími hrabaty z Lustenau z rodu Waldburg-Zeil-Lustenau-Hohenems. Vorarlberské hrabství a říšský dvorec Lustenau, malý zbytek původního hrabství Hohenems, bylo r. 1806 mediatizováno Bavorskem. Po zhroucení tohoto Napoleonova spojence ale zůstalo hrabství v l. 1814-1817 zcela suverénní. V letech 1817-1830 tu pak vykonávalo svrchovaná práva Rakouské císařství, ovšem hrabství mělo stále značnou míru nezávislosti, mnohem vyšší než typická panství mediatizovaných rodů. Vládce Lustenau se tituloval jako "vládnoucí hrabě". Zhruba od r. 1815 až do předání vlády Rakousku v r. 1830 užívala vládnoucí hrabata predikát Osvícenost. Hrabata z Lustenau pocházela z vedlejší větve mediatizovaného rodu Waldburg-Zeil, ovšem jako samostatný mediatizovaný rod jsou uznáváni zřídka, neboť jejich autonomie byla větší a svou suverenitu si udrželi déle.

### Další užití titulu
Predikát byl nárokován také nevládnoucími hraběcími příbuznými vládnoucích knížecích rodů Německého spolku. Šlo o regenta knížectví Lippe, hraběte Ernsta zur Lippe-Biesterfeld, který si predikát nárokoval pro sebe a svou rodinu od r. 1897, kdy se ujal regentství, dále o hrabata z Reuss-Köstritz, příbuzné vládnoucích Reussů, r. 1851 povýšené do knížecího stavu s oslovením "Jasnosti", a o hrabata Waldeck-Limpurg (od r. 1843), příbuzné vládnoucích knížat Waldecků a někdy počítané k mediatizovaným rodům. Predikát získaly i morganatické manželky hesenských vládců a princů, příp. jejich potomci. Ti ovšem jen za podmínky, že by nedodržovali sami rovnorodé sňatky a přišli tak o svůj knížecí titul, který jim byl též v předchozí době udělen. Pouze pro manželku byl predikát udělen hraběnce Julii von Hauke, která se sňatkem stala hraběnkou z Battenbergu (predikát Osvícenost r. 1851, od r. 1858 kněžnou z Battenbergu s oslovením "Vaše Jasnosti") Jak že ně, tak podmínečně (jako "hrozba") jejím potomkům, byl hraběcí titul a predikát Osvícenost udělen původně neurozené Gertrudě Falkensteinové, manželce posledního hesensko-kasselského kurfiřta Friedricha Viléma, která se po svatbě stala hraběnkou ze Schaumburgu (predikát Osvícenost r. 1832, r. 1853 povýšena na kněžnu z Hanau s oslovením "knížecí Milosti", od r. 1862 s oslovením "Jasnosti"). Ti Gertrudini potomci, kteří by ztratili titul knížete z Hanau kvůli vlastnímu nerovnorodému sňatku, by zůstali tedy jen hrabaty ze Schaumburgu, což se nakonec stalo všem z jejích synů. Stejně se postupovalo i ve vévodství, od r. 1805 Království württemberském. Když se vévoda Vilém Fridrich, bratr budoucího prvního krále, r. 1800 oženil s baronesou Vilemínou von Thunderfeld-Rhodis, získala ona i její děti titul hraběnky z Württembergu s predikátem Osvícenost, dokud jejich druhorozený syn neobdržel v roce 1867 titul knížete z Urachu s oslovením Jasnost pro celý rod a vévodským titulem pro hlavu rodu. Obdobně se stalo i r. 1835 při sňatku prince Alexandra Württemberského s hraběnkou Claudií Rhédey von Kis-Rhéde, kdy hraběnka i její děti byli titulováni jako hrabata z Hohensteinu a "Osvícenosti", dokud hraběnčin syn nezískal r. 1863 titul knížat von Teck s predikátem Jasnost pro celý rod, od r. 1871 navíc s vévodským titulem pro hlavu rodu. Princ Heinrich XXVI. Reuss z vládnoucí mladší linie rodu uzavřel morganatický sňatek s hraběnkou Viktorií von Fürstenstein. Následkem vnitrorodinné dohody z roku 1887 byly děti z tohoto sňatku uznány za oprávněné dědit po rodu Reussů a byly též uznány za rovnorodé. Nebylo jim ale přiznáno otcovo jméno a titul. Napříště byly tyto děti známé jako hrabě/hraběnka z Plavna (von Plauen) s oslovením "Osvícenost".

### Užití titulu překladem
Jako "Osvícenost", resp. Erlaucht, byl do němčiny překládán predikát všech hrabat Ruského impéria - Ssiatelstvo (Сиятельство), který vedle hrabat užívala naprostá většina ruských knížecích rodů, s výjimkou těch nejvýznamnějších (jejichž predikát byl obvykle Jasnost). Překlad je to však nepřesný a např. moderní angličtina používá pro predikát ruské aristokracie spíše termínu Illustriousness nežli illustriouss Highness, kterým jinak překládá Osvícenost.

### České Osvícenost a německé Erlaucht
V českém prostředí 15.-18. století představovala "Osvícenost" knížecí predikát, kterým bývalo překládáno německé Durchlaucht (Jasnost), zatímco v německých zemích v té době byl predikát Erlaucht spíše vzácný. Čeština tak spíše než o "Jasnostech" hovořila u knížat o "Osvícenostech". Teprve v 19. století došlo ke sjednocení terminologie s němčinou.